# Dora Bianka
Dorota Kucembianka alias Dora Bianka (ur. 6 listopada 1895 w Warszawie, zm. 8 września 1979 w Le Chesnay) – polska malarka i ilustratorka. Malowała figury, wnętrza, krajobrazy, widoki miejskie, widoki architektoniczne, pejzaże morskie, martwe natury i kwiaty.

## Biografia artystyczna
Dora Bianka uczyła się malarstwa pod kierunkiem Fernanda Humberta i Louisa Biloula w École des Beaux-Arts w Paryżu. Po raz pierwszy wystawiła swoje prace w 1924 w Salonie d'Automne, gdzie była prezentowana przez Joana Miró. W latach 1924–1925 wystawiała w Salon des Indépendants. W roku 1926 w Salon des Tuileries. W roku 1933 w Galerie Marseille, a w roku 1943 w Galerie d'art de l'Etoile.
Francuska fundacja, nazwana jej imieniem, Fondation Rose Taupin-Dora Bianka przyznaje coroczne stypendium młodemu malarzowi na wniosek kierownictwa paryskiej Szkoły Sztuk Pięknych École des Beaux-Arts.